# Ar-Ruwajda (Idlib)
Ar-Ruwajda (arab. الرويضة) – wieś w Syrii, w muhafazie Idlib. W 2004 roku liczyła 920 mieszkańców.